# Сен Жюст, Джерри
Джеримая (Джерри) Сен Жюст (нидерл. Jeremiah "Jerry" St. Juste; родился 19 октября 1996 года, Гронинген, Нидерланды) — нидерландский футболист, защитник португальского клуба «Спортинг».

## Клубная карьера
Сен-Жюст является воспитанником «Херенвена». В академию этого нидерландского клуба его взяли в 11 лет. Закончил её он в 2015 году.
24 января 2015 года дебютировал во взрослом футболе, в поединке Эредивизи против «Витесса», выйдя на замену на 90-й минуте вместо Йоста ван Акена. Сразу же стал твёрдым игроком основы. В дебютном сезоне провёл на поле 13 встреч, из них девять раз выходил в стартовом составе.
Также плодотворно провёл сезон 2015/2016, появившись на поле 28 раз. 16 января 2016 года забил свой первый мяч в профессиональном футболе в ворота «Зволле». В августе 2019 года Сен-Жюст подписал четырехлетний контракт с немецким клубом «Майнц 05».

## Карьера в сборной
Выступал за различные юношеские сборные Нидерландов, но выходил на поле только в товарищеских матчах. Вызывался в молодёжную сборную Нидерландов, был в заявке на матчи, однако на поле так и не появлялся.

## Семья
Мать Джерри — уроженка Гаити, отец — житель Нидерландов. Его брат — Йошуа — профессиональный игрок в футзал, входит в нидерландскую сборную по этому виду спорта. Сестра — Наоми — работает в модельном бизнесе и на телевидении Нидерландов.

## Достижения
«Фейеноорд»
- Обладатель Кубка Нидерландов: 2017/18
- Обладатель Суперкубка Нидерландов (2): 2017, 2018

«Спортинг»
- Чемпион Португалии (2): 2023/24, 2024/25
- Обладатель Кубка Португалии: 2024/25